# Гут (Закарпатская область)
Гут (укр. Гут, венг. Gút) — село в Великобыйганьской сельской общине Береговского района Закарпатской области Украины.
Население по переписи 2001 года составляло 1353 человека. Почтовый индекс — 90230. Телефонный код — 03141. Занимает площадь 0,875 км². Код КОАТУУ — 2120482401.

## История
В 1946 году указом ПВС УССР село Великое Гутово переименовано в Великую Гораздовку.
В 1995 году селу возвращено историческое название